# Solariella tryphenensis
Solariella tryphenensis is een slakkensoort uit de familie van de Solariellidae. De wetenschappelijke naam van de soort is voor het eerst geldig gepubliceerd in 1930 door Powell.